# Foguete espacial

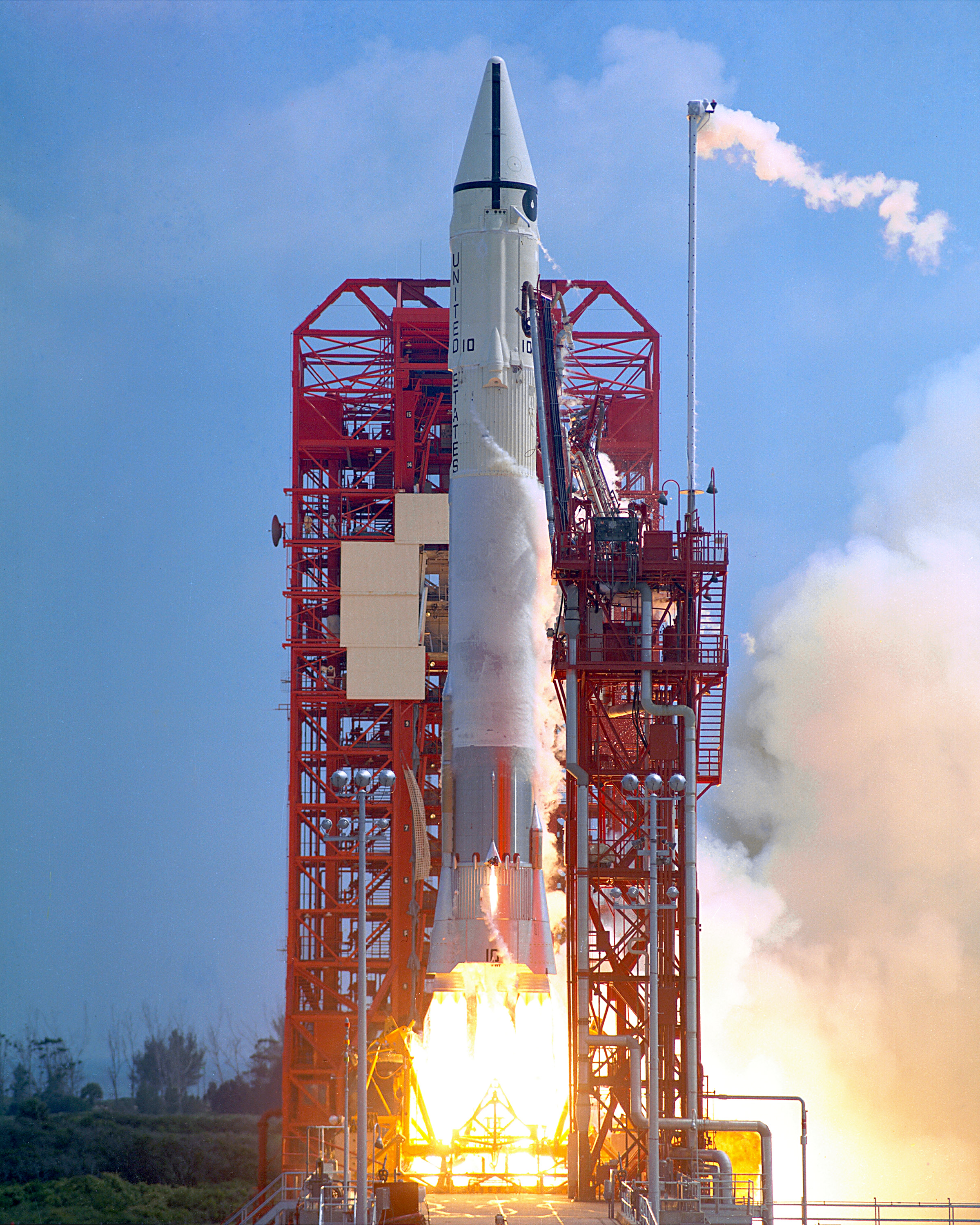
Foguete Atlas-Centauro 10 decolando da Estação da Força Aérea de Cabo Canaveral em 1966

Um foguete espacial é uma máquina que se desloca expelindo atrás de si um fluxo de gás a alta velocidade. Por conservação da quantidade de movimento (massa multiplicada por velocidade), o foguete desloca-se no sentido contrário com velocidade tal que, multiplicada pela massa do foguete, o valor da quantidade de movimento é igual ao dos gases expelidos.
Por extensão, o veículo, geralmente espacial, que possui motor(es) de propulsão deste tipo é denominado foguete, foguetão ou míssil. Normalmente, o seu objetivo é enviar objetos (especialmente satélites artificiais e sondas espaciais) e/ou naves espaciais e homens ao espaço (veja atmosfera).
Um foguete é constituído por uma estrutura, um motor de propulsão por reação e uma carga útil. A estrutura serve para albergar os tanques de combustível e oxidante (comburente) e a carga útil. Chama-se também "foguete" ao motor de propulsão apenas.
Existem várias formas de forçar os gases de escape para fora do foguete com energia suficiente para conseguir propulsionar o foguete para a frente (isto é, vários tipos de motor de foguete). O tipo mais comum, que inclui todos os foguetes espaciais que existem atualmente e que voaram até hoje, são os chamados foguetes químicos, que funcionam libertando a energia química contida no seu combustível através de processo de combustão. Estes foguetes necessitam de transportar também um comburente para fazer reagir com o combustível. Esta mistura de gases sobreaquecidos é, depois, expandida numa tubeira divergente, a Tubeira de Laval, também conhecida como Tubo de Bell, por forma a direcionar o gás em expansão para trás, e assim conseguir propulsionar o foguete para a frente.
Existem, no entanto, outros tipos de motor, por exemplo os motores nucleares térmicos, que sobreaquecem um gás até altas temperaturas, utilizando o calor gerado por reações nucleares, em especial através do processo de fissão nuclear, onde o combustível nuclear é bombardeado com neutrões, levando a fissão do núcleos dos átomos. Esse gás é depois expandido na tubeira tal como nos foguetes químicos. Estes tipo de foguete foi desenvolvido e testado nos Estados Unidos durante a década de 1960, mas nunca chegou a ser utilizado. Os gases expelidos por este tipo de foguete podem ser radioativos, o que desaconselha o seu uso dentro da atmosfera terrestre, mas podem ser utilizados fora dela. Este tipo de foguete tem a vantagem de permitir eficiências muito superiores às dos foguetes químicos convencionais, uma vez que permitem acelerar os gases de escape a velocidades muito superiores. Atualmente, é a Rússia que se destaca no desenvolvimento dos motores nucleares térmicos, recuperando o antigo programa espacial soviético.

## História

Robert Hutchings Goddard e o primeiro voo de foguete propelido a combustível líquido (gasolina e oxigênio), lançado em 16 de março de 1926, em Auburn, em Massachusetts, nos Estados Unidos

A origem do foguete é, provavelmente, oriental. A primeira notícia que se tem do seu uso é do ano 1232, na China, onde foi inventada a pólvora, usada a princípio em fogos de artifício como entretenimento e, mais tarde, usada para uso bélico ofensivo.
Existem relatos do uso de foguetes chamados "flechas de fogo voadoras" no século XIII, na defesa da capital da província chinesa de Henan devido a constantes invasões mongólicas na fronteira ocidental do Império Chinês.
Os foguetes foram introduzidos na Europa pelos árabes, tornando a ser usados em conflitos europeus logo após a Guerra dos Cem Anos (1337-1453).
Durante os séculos XV e XVI, foi utilizado como arma incendiária. Posteriormente, com o aprimoramento da artilharia, o foguete bélico desapareceu até ao século XIX, vindo a ser utilizado novamente durante as Guerras Napoleônicas (1803-1815).
Os foguetes do coronel inglês William Congreve foram usados na Espanha durante o sítio de Cádiz (1810), na primeira guerra Carlista (1833 - 1840) e durante a Guerra do Marrocos (1860).
Nos finais do século XIX e princípios do século XX, apareceram os primeiros cientistas que viram o foguete como um sistema para propulsionar veículos aeroespaciais tripulados. Entre eles, destacam-se o russo Konstantin Tsiolkovsky, o alemão Hermann Oberth, o estadunidense Robert Hutchings Goddard e, mais tarde, os russos Sergei Korolev e Valentin Glushko e o alemão Wernher von Braun.
Os foguetes construídos por Goddard, embora pequenos, já tinham todos os princípios dos modernos foguetes, como orientação por giroscópios, por exemplo.
Os alemães, liderados por Wernher von Braun, desenvolveram, durante a Segunda Guerra Mundial, os foguetes V-1 e V-2 (A-4 na terminologia alemã), que foram a base para as pesquisas sobre foguetes dos Estados Unidos e da União Soviética no pós-guerra. Ambas as bombas nazistas, usadas para bombardear Paris e Londres no final da guerra, podem ser mais bem definidas como mísseis. A rigor, a V-1 não chega a ser um foguete, mas um míssil que voa com propulsão de avião a jato.
Inicialmente, foram desenvolvidos foguetes especificamente destinados para uso militar, normalmente conhecidos como mísseis balísticos intercontinentais. Os programas espaciais que os estadunidenses e os russos colocaram em marcha basearam-se em foguetes projetados com finalidades próprias para a astronáutica, derivados destes foguetes de uso militar. Particularmente os foguetes usados no programa espacial soviético eram derivados do R.7, míssil balístico, que acabou sendo usado para lançar as missões Sputnik.
|  |  |  |

Destacam-se, pelo lado estadunidense, o Astrobee, o Vanguard, o Redstone, o Atlas, o Agena, o Thor-Agena, o  Atlas-Centaur, a série Delta, os Titan e Saturno (entre os quais o Saturno V - o maior foguete de todos os tempos, que tornou possível o programa Apollo ), e, pelo lado soviético, os foguetes designados pelas letras A, B, C, D e G (estes dois últimos tiveram um papel semelhante aos Saturnos estadunidenses), denominados Proton.
Outros países que construíram foguetes, num programa espacial próprio, são a França, o Reino Unido (que o abandonou), e ainda China, Japão, Índia e o Brasil assim como o consórcio europeu que constituiu a Agência Espacial Europeia (ESA) que construiu e lançou o foguete Ariane.

## Princípio de funcionamento

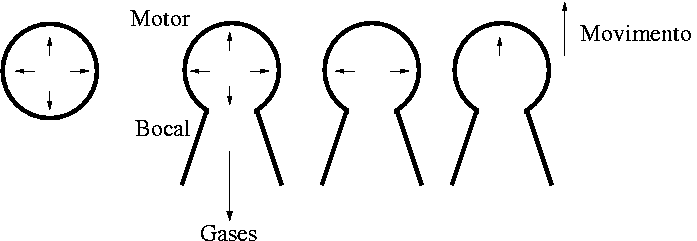
Princípio de funcionamento do motor de foguete: os gases expelidos pelo bocal provocam um movimento para cima por reação

O princípio de funcionamento do motor de foguete baseia-se na terceira lei de Newton, a lei da ação e reação, que diz que "a toda ação corresponde uma reação, com a mesma intensidade, mesma direção e sentido contrário".
Imaginemos uma câmara fechada onde exista um gás em combustão. A queima do gás irá produzir pressão em todas as direções. A câmara não se moverá em nenhuma direção pois as forças nas paredes opostas da câmara irão se anular.
Se introduzirmos um bocal na câmara, onde os gases possam escapar, haverá um desequilíbrio. A pressão exercida nas paredes laterais opostas continuará não produzindo força, pois a pressão de um lado anulará a do outro. Já a pressão exercida na parte superior da câmara produzirá empuxo, pois não há pressão no lado de baixo (onde está o bocal).
Assim, o foguete se deslocará para cima por reação à pressão exercida pelos gases em combustão na câmara de combustão do motor. Por isto, este tipo de motor é chamado de propulsão por reação.
Como no espaço exterior não há oxigênio para queimar com o combustível, o foguete deve levar, armazenado em tanques, não só o propelente (combustível), mas também o oxidante (comburente).
A magnitude do empuxo produzido (expressão que designa a força produzida pelo motor de foguete) depende da massa e da velocidade dos gases expelidos pelo bocal. Logo, quanto maior a temperatura dos gases expelidos, maior o empuxo. Assim, surge o problema de proteger a câmara de combustão e o bocal das altas temperaturas produzidas pela combustão. Uma maneira engenhosa de fazer isto é usar um fino jato do próprio propelente usado pelo foguete nas paredes do motor, para formar um isolante térmico e refrigerar o motor.
|  |  |  |

### Tipos de foguete
Quanto ao tipo de combustível usado, existem três tipos de foguete:
- Foguete de combustível líquido - em que o propelente e o oxidante estão armazenados em tanques fora da câmara de combustão e são bombeados e misturados na câmara onde entram em combustão;
- Foguete de combustível sólido - em que ambos, propelente e oxidante, estão já misturados na câmara de combustão em estado sólido.
- Foguete de combustível híbrido - em que propelente e oxidante estão em câmaras separadas e em estados diferentes: líquido/sólido ou gasoso/sólido. Atualmente, encontra-se em estado de testes em países como Estados Unidos e Brasil.

Foguetes propelidos por fontes de energia ainda não dominadas e, portanto, ainda impraticáveis dado o estágio da tecnologia atual:
- Foguete de antimatéria e Foguete de fusão

Quanto ao número de estágios, um foguete pode ser:
- Foguete de um estágio - neste caso, o foguete é "monolítico";
- Foguete de múltiplos estágios - possui múltiplos estágios que vão queimando em sequência e sendo descartados quando o combustível acaba, permitindo aumentar a capacidade de carga do foguete.

## O futuro

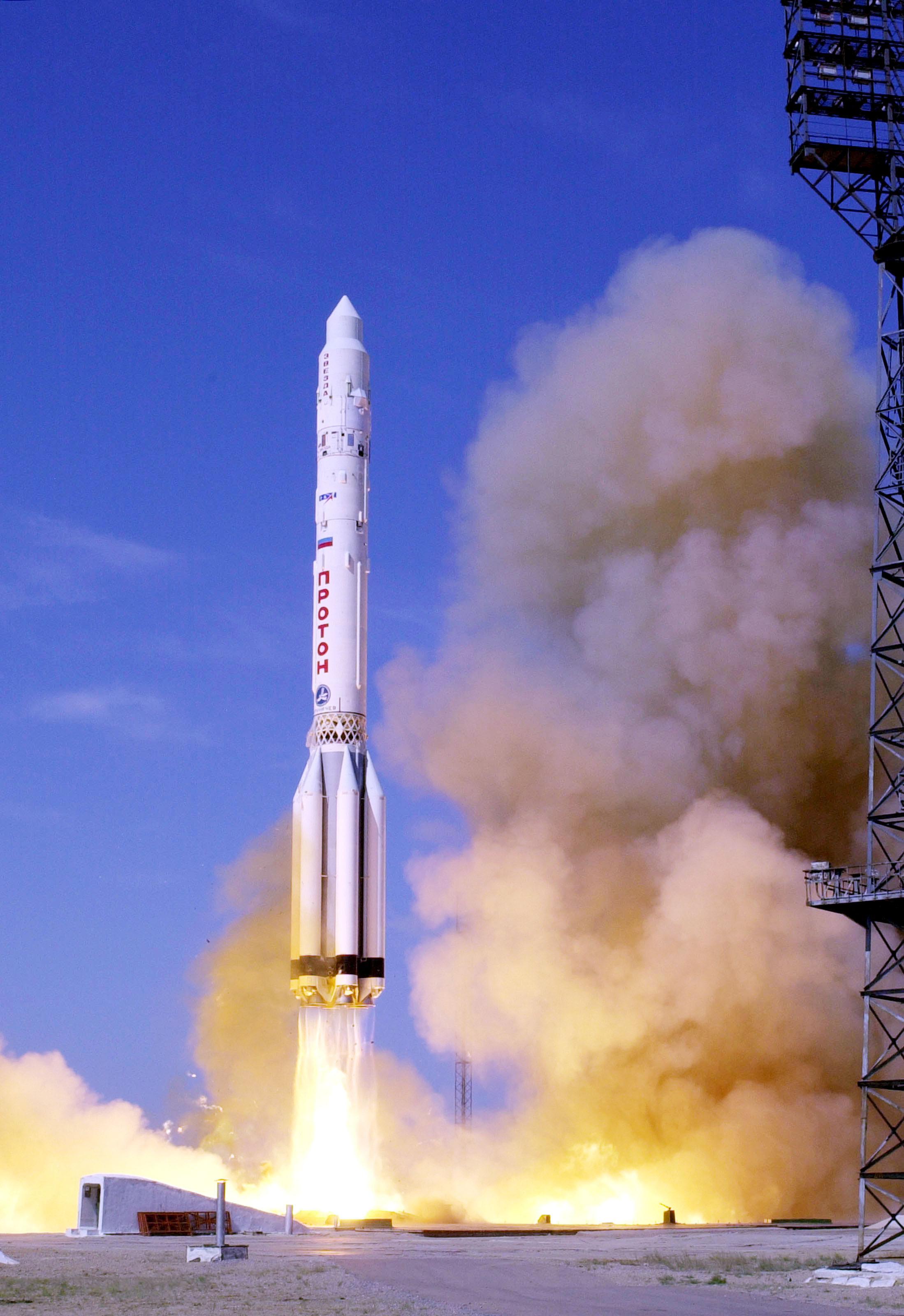
Foguete Proton da Rússia

O foguete convencional deverá passar por alguns avanços nos próximos anos, embora ainda deva ser o maior responsável, por muito tempo, pelo envio de astronautas e satélites artificiais ao espaço.
A adoção de veículos reutilizáveis, como o Ônibus Espacial (em Portugal: Vaivém Espacial) da NASA, deve ampliar-se. Os Ônibus Espaciais decolam como um foguete convencional, mas pousam como aviões, graças à sua aerodinâmica especial.
Um motor revolucionário, que pode fazer avançar a tecnologia astronáutica, é o motor Scramjet, capaz de atingir velocidades hipersônicas de até 15 vezes a velocidade do som. O motor Scramjet não possui partes móveis, e obtém a compressão necessária para a combustão pelo ar que entra pela frente, impulsionado pela própria velocidade do veículo no ar. A NASA testou com sucesso um motor deste tipo em 2004. O foguete, chamado X-43A, foi levado à altitude de 12 000 metros por um avião B-52, e lançado na ponta de um foguete Pegasus à altitude de 33 000 metros. Ele atingiu a velocidade recorde de 11 000 quilômetros por hora.
Outra possibilidade de avanço na tecnologia de motores de foguetes é o uso de propulsão nuclear, em que um reator nuclear aquece um gás, produzindo um jato que é usado para produzir empuxo. Ou ainda a ideia de construir um foguete em forma de vela que seria acelerado pelo vento solar, o que permitiria maior velocidade e viagens a distâncias maiores.